# Súlur (bergstopp i Island, Austurland, lat 64,81, long -13,89)

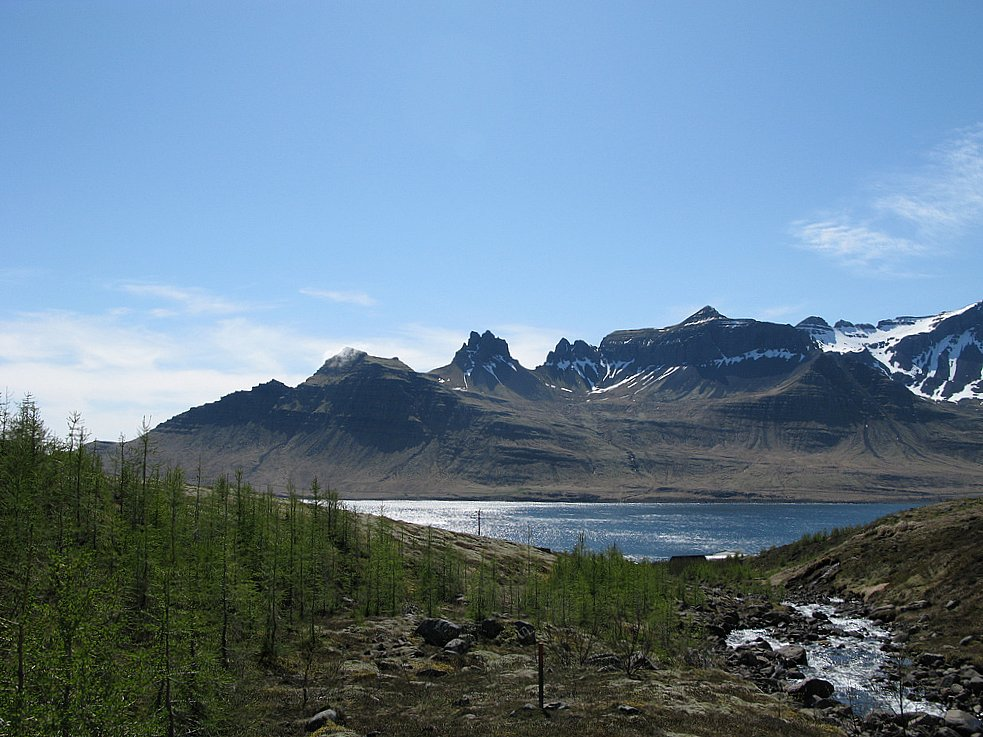
Súlur.

Súlur är en bergstopp i republiken Island. Den ligger i regionen Austurland, 400 km öster om huvudstaden Reykjavík. Toppen på Súlur är 644 meter över havet.
Närmaste större samhälle är Fáskrúðsfjörður, omkring 15 kilometer norr om Súlur.